# Centraal Indonesisch Nationaal Comité
Het Centraal Indonesisch Nationaal Comité (Indonesisch: Komite Nasional Indonesia Pusat, KNIP) was een adviesorgaan van de president in de eerste jaren na de onafhankelijkheid van Indonesië. Het comité, dat bestond van 1945 tot 1950, kreeg ook wetgevende functies en werd daarmee een voorloper van de Volksvertegenwoordigingsraad (DPR), het Indonesische parlement.

## Oprichting
In de loop van 1945, tegen het einde van de Japanse bezetting van Nederlands-Indië, had het onderzoekscomité ter voorbereiding op de Indonesische onafhankelijkheid (BPUPK) een conceptgrondwet opgesteld voor een onafhankelijk Indonesië. Deze grondwet was op 18 augustus 1945, de dag na de onafhankelijkheidsverklaring door Soekarno, goedgekeurd door het Voorbereidend Comité voor de Indonesische Onafhankelijkheid (PPKI). In de grondwet stond dat er een Raadgevend Volkscongres (MPR), een Volksvertegenwoordigingsraad (DPR, parlement) en een Hoge Raad van Advies (DPA, raad van state) moest komen. Als overgangsbepaling artikel IV stond daar bij dat voordat de MPR, DPR en DPA zijn opgericht, alle bevoegdheden worden uitgevoerd door de president, ondersteund door een 'nationaal comité'.
Op 29 augustus 1945 werd de PPKI door Soekarno opgeheven, en het nationaal comité KNIP opgericht. Er werden 137 leden aangewezen door Soekarno en goedgekeurd door de PPKI, waaronder PPKI-leden zelf en andere nationalistische politici maar ook jongerenvertegenwoordigers, moslimleiders en enkele christenen.

## Sessies

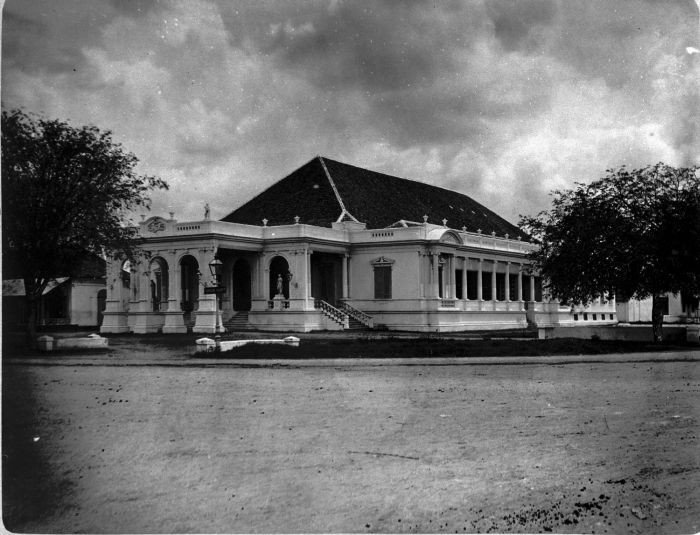
De voormalige schouwburg van Weltevreden, de locatie van de eerste zitting van de KNIP.

De KNIP zou uiteindelijk zes sessies hebben:
1. 29 augustus 1945, Jakarta (voormalige Schouwburg Weltevreden)
2. 16-17 oktober 1945, Jakarta (voormalig Hotel Binnenhof)
3. 25-27 november 1945, Jakarta (middelbare school in Jalan Diponegoro)[3]
4. 28 februari-3 maart 1946, Surakarta
5. 25 februari-6 maart 1947, Malang (voormalige sociëteit Concordia)
6. 5-15 december 1949, Yogyakarta

Na de installatie van de KNIP op 29 augustus 1945 was er druk van enkele leden, waaronder Soetan Sjahrir en Amir Sjarifoeddin, om het politieke systeem van de nieuwe republiek minder autoritair te maken. Op 7 oktober dienden zij een petitie in met het voorstel om de voorziene bevoegdheden van MPR en DPR eerst aan het KNIP te geven, waardoor het wetgevende macht zou krijgen en de macht van president Soekarno dus werd ingeperkt. Soekarno ging hiermee akkoord en tijdens de tweede zitting op 16 oktober werd dit door vicepresident Mohammed Hatta vastgelegd. Een dag later werd er een 'werkcomité' opgericht voor de dagelijkse taken van de KNIP, met Soetan Sjahrir als voorzitter. Op 11 november accepteerde Soekarno ook dat de ministers niet langer verantwoordelijk moesten afleggen aan hem, maar aan het parlement. Het presidentiële kabinet van Soekarno trad daarop af een parlementair kabinet onder leiding van de eerste minister-president Sjahrir trad aan op 14 november: het kabinet-Sjahrir I. 	
Het aantal leden van de KNIP werd langzamerhand vergroot. Bij de vierde zitting in februari-maart 1946 waren er meer dan 200 leden aanwezig. Later dat jaar werd in een nieuwe wet vastgelegd dat de KNIP 200 leden zou hebben, waarvan 110 gekozen via regionale verkiezingen, 60 vertegenwoordigers van politieke partijen, en 30 aangewezen door de president. 	

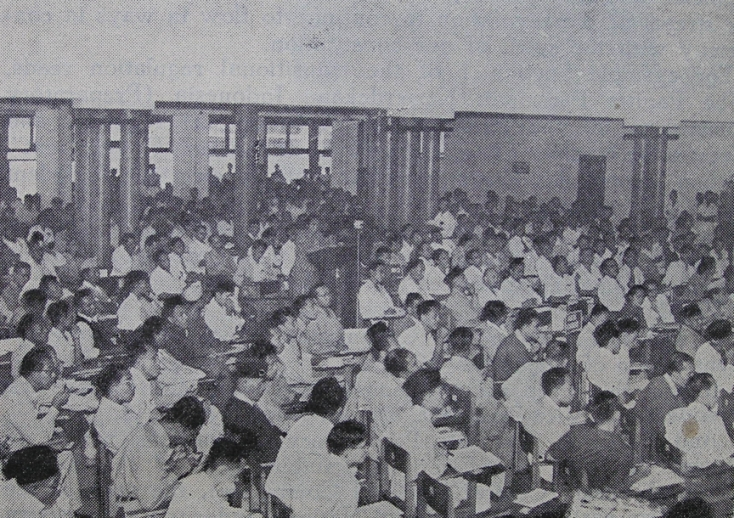
Bijeenkomst van de KNIP in Malang (1947).

Op 15 november 1946 werd de Overeenkomst van Linggadjati gesloten tussen de Republiek Indonesië en Nederland. Twee politieke partijen, Masjoemi en de Indonesische Nationalistische Partij, waren tegen ratificatie van de overeenkomst en richtten de "Republikeins Fort"-coalitie (Benteng Republik) op. Partijen die voor ondertekening waren richtten de "Linkervleugel"-coalitie (Sayap Kiri) op. Hieronder waren de Socialistische Partij van Sjahrir, de Communistische Partij, de Indonesische Arbeiderspartij, de Indonesische Christelijke Partij, de Katholieke Partij en vertegenwoordigers van arbeiders en boeren. Omdat tegenstanders van het akkoord een meerderheid in de KNIP hadden besloot Soekarno het aantal leden drastisch te vergroten, tot 514. De "Linkervleugel"-coalitie kreeg hierdoor bij de vijfde zitting in februari-maart 1947 een meerderheid en de overeenkomst werd geratificeerd.
Door de veranderingen aan de KNIP werd het steeds minder als een representatieve volksvertegenwoordiging gezien. Omdat Nederland de Overeenkomst van Linggadjati opzegde en overging tot de politionele acties was het voor de KNIP niet langer mogelijk om bijeen te komen (enkel het 'werkcomité' kwam nog bijeen). Er zou nog een plenaire bijeenkomst zijn van de KNIP, in december 1949, waarin de uitkomsten van de Nederlands-Indonesische rondetafelconferentie van 1949 werden besproken. 	

Na de soevereiniteitsoverdracht aan de Verenigde Staten van Indonesië (VSI) werd de KNIP opgeheven, maar het 'werkcomité' bleef nog actief als de volksvertegenwoordiging van de deelstaat Republiek Indonesië. Toen de VSI in augustus 1950 overging op de eenheidsstaat Indonesië werden de volksvertegenwoordiging van de VSI en het werkcomité van de KNIP vervangen door de tijdelijke Volksvertegenwoordigingsraad (DPR). 	